# اکبر فاضل
اکبر فاضل متولد ۱۳۲۸ در نجف آباد اصفهان دیده به جهان گشود. وی مدرک دکتری خود را در زمینه دندانپزشکی درسال۱۳۴۶ همچنین مدرک تخصصی پروتزهای دندانی را در سال ۱۳۶۸ از دانشگاه تهران اخذ نمود. وی برای ادامه تحصیل و اخذ مدرک فلوشیپ پروتزهای فک و صورت راهی آمریکا شد و در سال۱۹۹۰ از دانشگاه پیتزبورگ ایالت پنسیلوانیا آمریکا فارغ‌التحصیل شد.
ایشان دارای بیش از ۲۰ مقاله و ۱۴ کتاب و درسنامه هستند.
ایشان از بنیان گذاران دانشکده‌های پزشکی چون دانشکده دندان پزشکی بندرعباس، دانشکده دندان پزشکی زنجان و دانشکده دندان پزشکی بین‌المللی پردیس کیش می‌باشند

وی هم‌اکنون در سمت استاد دردانشکده دندانپزشکی دانشگاه علوم پزشکی تهران مشغول به کار است.

## سمت‌های اجرایی
- رئیس دانشکده دندانپزشکی دانشگاه تهران[۴]
- عضو شورای مدیریت جهاد دانشگاهی دانشکده دندانپزشکی
- عضو شورای مدیریت دانشگاه تهران از
- معاونت آموزشی و پژوهشی و دانشجوئی دانشگاه تهران
- نماینده شورای پژوهشی دانشگاه تهران
- سرپرست مرکز نشر دانشگاهی دانشگاه تهران
- عضو منتخب کمیته کشوری شورای آموزش دندانپزشکی و تخصصی وزارت فرهنگ و آموزش عالی
- عضو کمیته پزشکی جایابی وزارت فرهنگ و آموزش عالی
- عضو کمیته تعیین محل اعضاء گروه پزشکی وزارت فرهنگ و آموزش عالی
- عضو شورای تشخیص و ضرورت و بکارگیری مشمولین
- عضو کمیته طرح تمام وقتی اعضاء هیئت علمی
- عضو کمیته دندانپزشکی شواری عالی انقلاب فرهنگی
- عضو کمیته دندانپزشکی جهاد دانشگاهی
- عضو شورای عالی مواد و تجهیزات و لوازم دندانپزشکی
- نماینده دانشگاه تهران در مرکز نشر دانشگاهی شورای عالی انقلاب فرهنگی
- عضو شورای هماهنگی وزارت علوم و آموزش عالی و وزارت بهداری سابق
- عضو کمیته اجرائی دبیرخانه شورای تخصصی وزارت متبوع
- مدیر گروه پروتزهای متحرک و فک و صورت
- عضو هیئت مؤسس جامعه اسلامی دندانپزشکی
- عضو هیئت مدیره چندین دوره جامعه اسلامی دندانپزشکی

## تالیفات
1. کتاب کنترل عفونت در مطب و لابراتوار تألیف انتشارات بشری چاپ ۱۳۷۵
2. کتاب مواد دندانی (گروه مترجمین) ترجمه انتشارات دانشگاه تهران ۱۳۷۶
3. کتاب پروتزایمپلنت‌های دندانی (گروه مترجمین) ترجمه انتشارات شایان نمودار ۱۳۸۵